# آن تشو
آن تشو (بالإنجليزية: Anne Chu)‏ هي فنانة أمريكية، ولدت في 1959، وتوفيت في 25 يوليو 2016.